# Vár a holnap (dal)
A Vár a holnap (angolul Life Goes On) Wolf Kati azonos című bemutatkozó albumának második kislemeze. A dal hivatalosan 2011. szeptember 31-től tölthető le az iTunes Store internetes zeneáruházból, azonban a Sony Music Magyarország már 2011. szeptember 9-én feltöltötte hivatalos YouTube-csatornájára. A dal mind magyar, mind pedig angol változata megjelent az énekesnő első albumán a Vár a holnapon. A dalt részben az eurovíziós élmények ihlették, de ugyanakkor a jövőbe is tekint.